# Liste de jeux vidéo Le Trône de fer
Le Trône de fer est une série de romans fantastiques du romancier et scénariste américain George R. R. Martin. Les romans ont ensuite été adaptés pour la série HBO Game of Thrones à partir de 2011.

## Liste des jeux
| Title                                    | Date de sortie                                   | Développeur       | Éditeur                                | Plateforme(s)                                                                             |
| ---------------------------------------- | ------------------------------------------------ | ----------------- | -------------------------------------- | ----------------------------------------------------------------------------------------- |
| A Game of Thrones: Genesis               | 28 septembre 2011                                | Cyanide           | Focus Home Interactive                 | Microsoft Windows                                                                         |
| Le Trône de fer                          | 15 mai 2012                                      | Cyanide           | Focus Home Interactive, Atlus          | Microsoft Windows, PlayStation 3, Xbox 360                                                |
| Game of Thrones: Ascent                  | Février 2013 (serveurs fermés le 3 janvier 2019) | Disruptor Beam    | Disruptor Beam                         | Facebook, iOS et Android                                                                  |
| Game of Thrones: A Telltale Games Series | Du 2 décembre 2014 au 17 novembre 2015           | Telltale Games    | Telltale Games                         | Microsoft Windows, OS X, PlayStation 3, PlayStation 4, Xbox 360, Xbox One, iOS et Android |
| Game of Thrones: Conquest,               | 19 octobre 2017                                  | Turbine           | Warner Bros. Interactive Entertainment | iOS, Android                                                                              |
| Reigns: Game of Thrones                  | 18 octobre 2018                                  | Nerial            | Devolver Digital                       | Microsoft Windows, Linux, macOS, Nintendo Switch, iOS, Android                            |
| Game of Thrones: Winter Is Coming,       | 26 mars 2019                                     | Yoozoo Games      | Warner Bros. Interactive Entertainment | Microsoft Windows, iOS, Android                                                           |
| Game of Thrones: Beyond the Wall         | 26 mars 2020                                     | GAEA Mobile       | Behaviour Interactive                  | iOS, Android                                                                              |
| Game of Thrones: Tale of Crows           | 7 août 2020                                      | That Silly Studio | Devolver Digital                       | macOS, iOS, tvOS                                                                          |
| A Game of Thrones: The Board Game        | 6 octobre 2020                                   | Dire Wolf Digital | Asmodee Digital                        | Microsoft Windows, macOS, iOS, Android                                                    |

| Title                            | Développeur    | Éditeur            |
| -------------------------------- | -------------- | ------------------ |
| Game of Thrones: Seven Kingdoms, | Bigpoint       | Bigpoint, Artplant |
| Game of Thrones: Season Two      | Telltale Games | Telltale Games     |